# Juan Carlos Almada
Juan Carlos Almada (Morón, 15 de agosto de 1965) es un exfutbolista y actual entrenador argentino.

## Trayectoria

### Como jugador
Comenzó su carrera futbolística en Almagro, Argentina. Luego de forjar una carrera en el fútbol argentino, recaló en Deportes Concepción. Luego de una buena temporada su destino sería Cobreloa, donde debido pese a un buen rendimiento goleador, sus indisciplinas llevaron a que fuera declarado transferible. Finalmente recaló en Universidad Católica, donde es considerado hasta hoy como uno de los grandes jugadores que tuvo la institución durante la década de los 90's, siendo uno de los jugadores más importantes en la campaña de la Copa Libertadores de América realizada por este club en 1993, convirtiéndose en goleador del certamen con 10 goles.
Tras temporada y media en el elenco, su destino estaría en Ecuador y su nuevo club sería Emelec, donde estuvo durante las temporadas 1994-1995; en 1996, tras un paso por Fernández Vial, regresa a su país Argentina, donde defendería a Olimpo de Bahía Blanca durante las temporadas 1996-1997. Tras un regreso en Deportes Concepción, se retira a fines de 1997.

### Como entrenador
En 2009 entrena a Defensa y Justicia y en 2010 a Naval, de la Primera B de Chile. Actualmente es entrenador del Club Atlético y Cultural Argentino de General Pico (La Pampa, Argentina).

## Clubes

### Como jugador
| Club                       | País      | Año       |
| -------------------------- | --------- | --------- |
| Almagro                    | Argentina | 1981-1984 |
| Pico FC                    | Argentina | 1985-1986 |
| Cipolletti                 | Argentina | 1986-1987 |
| Teniente Benjamin Matienzo | Argentina | 1987      |
| Defensa y Justicia         | Argentina | 1988-1990 |
| Deportes Concepción        | Chile     | 1990-1991 |
| Cobreloa                   | Chile     | 1992      |
| Universidad Católica       | Chile     | 1992-1993 |
| Emelec                     | Ecuador   | 1994-1995 |
| Fernández Vial             | Chile     | 1996      |
| Olimpo                     | Argentina | 1996      |
| Deportes Concepción        | Chile     | 1997      |

### Como entrenador
| Club               | País      | Año  |
| ------------------ | --------- | ---- |
| Defensa y Justicia | Argentina | 2009 |
| Naval              | Chile     | 2010 |
| General Belgrano   | Argentina | 2014 |
| General Belgrano   | Argentina | 2016 |
| General Belgrano   | Argentina | 2019 |
| Mao Sport          | Ecuador   | 2020 |
| Cochico            | Argentina | 2024 |

## Palmarés

### Campeonatos regionales
| Título                  | Club                       | País      | Año  |
| ----------------------- | -------------------------- | --------- | ---- |
| Liga Pampeana de Fútbol | Pico FC                    | Argentina | 1985 |
| Liga Pampeana de Fútbol | Teniente Benjamin Matienzo | Argentina | 1987 |

### Campeonatos nacionales
| Título             | Club   | País    | Año  |
| ------------------ | ------ | ------- | ---- |
| Serie A de Ecuador | Emelec | Ecuador | 1994 |

### Distinciones individuales
| Distinción                                                   | Año       |
| ------------------------------------------------------------ | --------- |
| Máximo Goleador Primera B Nacional                           | 1989-90   |
| Máximo Goleador de la Historia del Club en Copa Libertadores | 1991-Act. |
| Máximo Goleador Copa Libertadores                            | 1993      |